# Plaza de Castilla (stacja metra)
Plaza de Castilla – stacja metra w Madrycie, na linii 1, linii 9 i linii 10. Znajduje się na granicy dzielnic Chamartín i Tetuán, w Madrycie i zlokalizowana jest pomiędzy stacjami Chamartín i Valdeacederas (linia 1), Ventilla i Duque de Pastrana (linia 9) a Cuzco (linia 10). Została otwarta 4 lutego 1961.